# ابورا-دانکوا
ابورا-دانکوا (به لاتین: Abura-Dunkwa) در غنا است که در Upper Denkyira East Municipal District واقع شده‌است.

## خصوصیات
ابورا-دانکوا ۸۰ متر بالاتر از سطح دریا واقع شده‌است.